# Xã Grand Rapids, Quận LaSalle, Illinois
Xã Grand Rapids (tiếng Anh: Grand Rapids Township) là một xã thuộc quận LaSalle, tiểu bang Illinois, Hoa Kỳ. Năm 2010, dân số của xã này là 335 người.